# Juan Serrano (obispo)

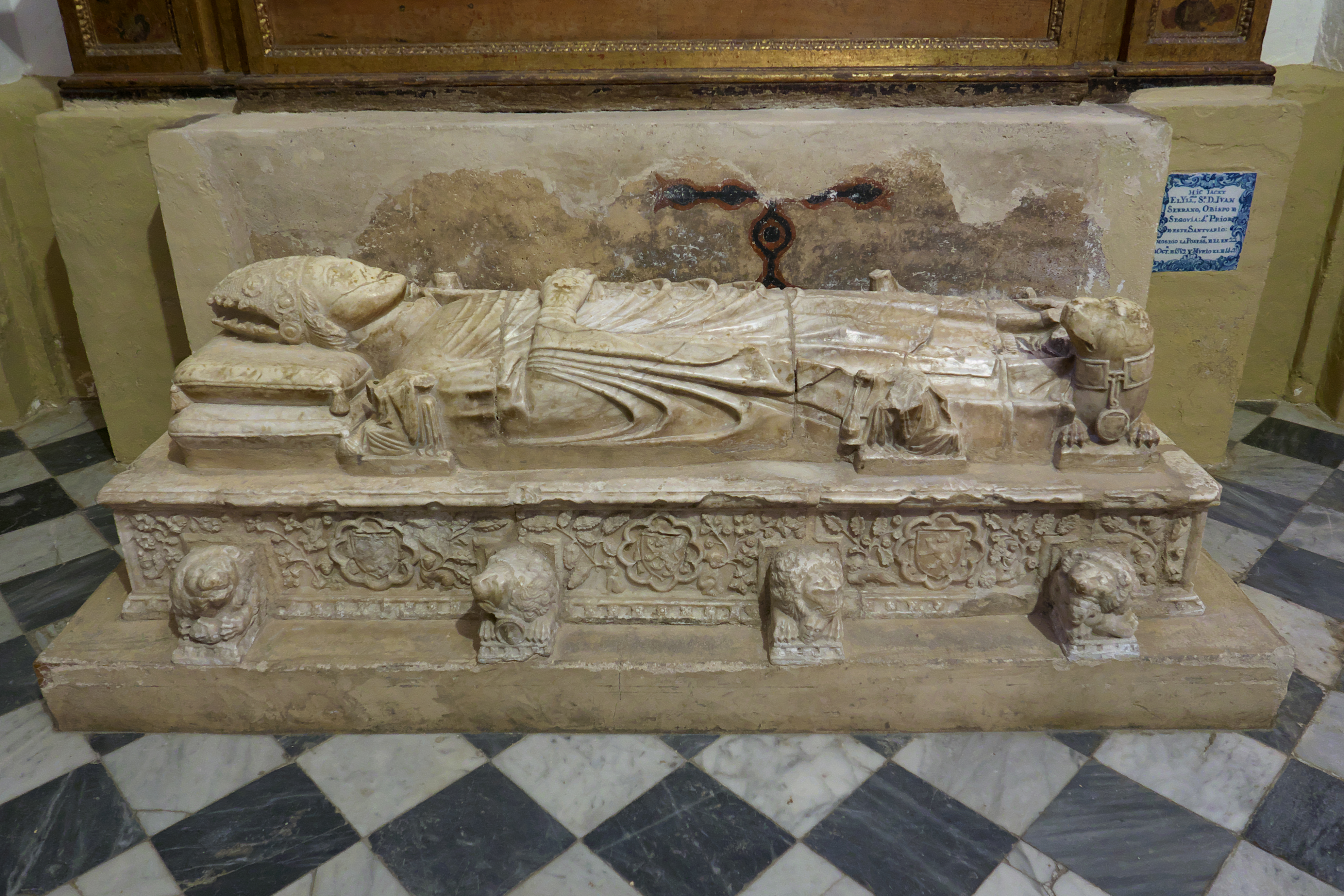
Sepulcro de Juan Serrano en el monasterio de Guadalupe.

Juan Serrano (? - Sevilla, 24 de febrero de 1402) fue un eclesiástico castellano que ocupó las dignidades de obispo de Segovia (1388-1389) y de Sigüenza (1389-1402). 
Fue el último prior seglar del Real Monasterio de Santa María de Guadalupe, pues estando en el cargo Juan I de Castilla lo entregó a la Orden de San Jerónimo.
Tras la muerte en 1401 del arzobispo de Sevilla Gonzalo de Mena, el rey Enrique III presentó a Serrano para sucederlo en la sede hispalense, pero en el contexto del Cisma de Occidente el papa Benedicto XIII intentó imponer a su sobrino Pedro de Luna, y Serrano nunca fue consagrado. 
Al año siguiente murió envenenado; en el proceso que se siguió, los testigos acusaron al arcediano Gutierre Álvarez de Toledo,quien tras pasar cinco años detenido en la Santa Sede, fue absuelto de los cargos.
| Predecesor: Hugo de Alemania | Obispo de Segovia 15 de octubre de 1388 - 22 de octubre de 1389    | Sucesor: Gonzalo González de Bustamante |
| Predecesor: Guillermo        | Obispo de Sigüenza 22 de diciembre de 1389 – 24 de febrero de 1402 | Sucesor: Juan de Illescas               |